# بیابانک (نائین)
روستای بیابانک استان سمنان
بیابانک روستائی در استان سمنان ایران.
با قدمتی چند هزار ساله
و دارای دو آب‌انبار است که یکی از آب‌انبارها هنوز مورد استفاده عموم است
بیابانک دارای جاذبه‌های طبیعی است
کوه سرخ و صخره عقاب
صخره عقاب یکی از بی نظیر‌ترین صخره‌های جهان به شمار میرود